# 마이클 커들리츠
마이클 커들리츠(Michael Cudlitz, 1964년 12월 29일 ~ )는 미국의 배우이다.

## 출연 작품
- 흐르는 강물처럼 - 춥 역
- 드래곤
- 야수인간 세비치
- 드리븐